# أسباروف فاسيليف
أسباروف فاسيليف (بالبلغارية: Аспарух Василев)‏ هو لاعب كرة قدم بلغاري في مركز الوسط، ولد في 14 نوفمبر 1981 في صوفيا في بلغاريا. لعب مع أكاداميك صوفيا ونادي سبارتاك فارنا.